# استیون دیکسون (نویسنده)
استفن دیکسون (انگلیسی: Stephen Dixon; ۶ ژوئن ۱۹۳۶ – - ۶ اکتبر ۲۰۱۹) رمان‌نویس اهل ایالات متحده آمریکا بود. او دو بار نامزد جایزه ملی کتاب آمریکا در بخش داستانی و همچنین برنده کمک هزینه گوگنهایم شد. او پیشتر عضو هیئت علمی دانشگاه جانز هاپکینز بود.

### رمان
- کار (۱۹۷۷)
- دوستان قدیمی (۲۰۰۴). مترجم میترا هوشیار. نشر افق. ۱۹۳۳

### مجموعه داستان
- بدون تسکین (۱۹۷۶)
- خواب (۱۹۹۹)